# Парафінізація нафтопроводу
Парафінізація нафтопроводу (рос. парафинизация нефтепровода; англ. paraffinization of a petroleum pipeline; нім. Paraffinierung f der Erdölleitung) — нерівномірні відкладання щільного шару із парафінів, церезинів, асфальтено-смолистих речовин та механічних домішок на внутрішній поверхні трубопроводу при перекачуванні нафт та нафтопродуктів, які охолоджені нижче температури випадання парафінів. П.н. відбувається в промислових та магістральних трубопровідних системах транспорту, що зменшує поперечний перетин трубопроводу і знижує його пропускну здатність.